# Yonge Reef
Yonge Reef är ett rev i Australien.   Det ligger på Stora Barriärrevet i delstaten Queensland. Det ligger söder om Half Mile Opening, en farled (öppning) genom Stora Barriärrevet.